# Discolampa vavasanus
Discolampa vavasanus är en fjärilsart som beskrevs av Hans Fruhstorfer 1922. Discolampa vavasanus ingår i släktet Discolampa och familjen juvelvingar. Inga underarter finns listade i Catalogue of Life.